# Kuracja (Kościół katolicki)
Kuracja (łac. curatio) – jedna z duszpasterskich jednostek administracyjnych Kościoła katolickiego, tworzona przez biskupa diecezjalnego na skutek kanonicznego podziału macierzystej parafii z braku zewnętrznych warunków do erygowania nowej. Była ona jednostką wyższą od lokalii.
Kuracja była samodzielną i niezależną od macierzystej parafii placówką duszpasterską z wydzielonym obszarem, najczęściej własną kaplicą (rzadziej kościołem) i duszpasterzem (zwany kuratusem), mającym na mocy dekretu biskupa diecezjalnego władzę proboszcza. Kuracje były niekiedy poprzedzane lokaliami i istniały ona najczęściej przez kilka bądź kilkanaście lat, po czym zwyczajowo pod warunkiem zdobycia gwarancji ekonomicznej egzystencji przekształcano je w parafie.
Kuracje wraz z lokaliami występowały głównie w diecezjach: wrocławskiej, katowickiej, włocławskiej, chełmińskiej, warmińskiej i gdańskiej, a istniały one głównie w XIX wieku i w latach 30. XX wieku. Po II wojnie światowej liczba kuracji spadła, po czym termin ten zanikł.